# 좀붙이목
좀붙이목은 몸길이 2-4mm의 작은 육각류 절지동물로 눈이 없고 몸은 평평하다. 한 쌍의 꼬리털은 실 모양 또는 집게 모양을 하며, 땅 속에서 생활한다. 좀붙이·집게좀붙이 등이 이에 속한다. 쌍미목으로도 불린다. 전 세계적으로 약 800여 종이 알려져 있다.

## 하위 과
- 좀붙이과 (Campodeidae)
- Procampodeidae
- 원좀붙이과 (Projapygidae)
- Anajapygidae
- 집게좀붙이과 (Japygidae)
- Heterojapygidae
- Dinjapygidae
- Evalljapygidae
- Parajapygidae
- Octostigmatidae